# Mausoleopsis eustalacta
Mausoleopsis eustalacta är en skalbaggsart som beskrevs av Hermann Burmeister 1842. Mausoleopsis eustalacta ingår i släktet Mausoleopsis och familjen Cetoniidae. Utöver nominatformen finns också underarten M. e. comoriensis.